# Малый Тростенец
Ма́лый Тростене́ц (бел. Малы́ Трасцяне́ц; нем. Vernichtungslager Maly Trostinez) — крупнейший нацистский концлагерь на территории Беларуси и оккупированных районов СССР, созданный Службой безопасности (СД) осенью 1941 года рядом с Минском. В Малом Тростенце уничтожались мирные жители, военнопленные из СССР, а также евреи — белорусские и депортированные из Австрии, Германии и Чехословакии.
Территория бывшего лагеря смерти «Тростенец» в Заводском районе г. Минска является недвижимой материальной историко-культурной ценностью категории «1», которая включена в Государственный список историко-культурных ценностей Республики Беларусь под шифром 711Д000283.

## История
Нацистский концлагерь Малый Тростенец был создан осенью 1941 года на территории колхоза имени Карла Маркса.
Название «Тростенец» объединяет несколько мест массового уничтожения людей:
- урочище Благовщина — место массовых расстрелов и отравления в газовых автомобилях;
- трудовой лагерь и «подсобное хозяйство минского СД» — рядом с деревней Малый Тростенец в 10 км от Минска по Могилёвскому шоссе;
- урочище Шашковка — место массового сожжения людей[5].

Расстреливали у заранее приготовленных длинных рвов, трупы закапывали. После ликвидации Минского гетто (21—23 октября 1943 года) специальной командой «1005-Центр» начались работы по вскрытию рвов-могил и уничтожению следов нацистских преступлений. Эти работы продолжались шесть недель, с 27 октября по 15 декабря 1943 года.

### Малый Тростенец
Лагерь Малый Тростенец был создан в конце апреля 1942 года в 10 км от Минска с целью массового уничтожения мирного населения и советских военнопленных. На территории СССР он является самым крупным по численности уничтоженных в нём людей и четвёртым в Европе после Освенцима, Майданека и Треблинки. Так, с мая 1942 года по октябрь 1943 года в урочище Благовщина было убито более 150 тысяч человек. Затем нацисты перенесли свои экзекуции в урочище Шашкова около деревни Малый Тростенец, где с февраля по июнь 1944 года было уничтожено более 50 тысяч человек. Автомобили-душегубки часто доставляли сюда людей из Минска. Из-за огромного количества убитых людей здесь в постоянном режиме работала кремационная печь. Пепел же разбрасывали в районе подсобного хозяйства, которое принадлежало полиции безопасности и СД. По официальным данным здесь погибло 206 500 человек. Также в Малом Тростенце были уничтожены десятки тысяч евреев из Беларуси, Германии, Австрии, Чехословакии.
В конце июня 1944 года, за несколько дней до освобождения Минска Красной Армией, на территории лагеря Тростенец в бывшем колхозном сарае было расстреляно, а затем сожжено 6500 заключённых, привезённых из тюрьмы по улице Володарского и лагеря по улице Широкой (ныне улица Куйбышева) города Минска.
Согласно исследованиям историка Холокоста Кристиана Герлаха — в Тростенце погибло 60 000 человек

### Благовщина
Осенью 1941 года урочище Благовщина на 11-м километре Могилёвского шоссе, в полутора километрах от деревни Малый Тростенец, было выбрано оккупантами в качестве места уничтожения людей.
Особая команда СД, используя труд заключённых Минской тюрьмы, раскопала и сожгла в октябре—декабре 1943 года около 100 000 тел расстрелянных и отравленных в газовых автомобилях в урочище Благовщина. Жители близлежащих деревень должны были доставить к назначенному месту несколько тысяч кубических метров дров.
В июле 1944 года Минской областной комиссией содействия в работе ЧГК по раскрытию преступлений немецких захватчиков в Благовщине были обнаружены 34 ямы-могилы. Некоторые ямы достигали в длину 50 метров. При частичном вскрытии нескольких могил на глубине 3 метров были найдены обугленные человеческие кости и слой пепла толщиной от 0,5 до 1 метра.

### Шашковка
Осенью 1943 года в полукилометре от деревни Малый Тростенец начались работы по строительству печи для сжигания тел расстрелянных людей. Она представляла собой вырытую в земле яму с отлогим подходом к ней. На дне ямы были уложены параллельно шесть рельсов длиной 10 метров, поверх рельсов — железная решётка. Место, где находилась печь, было обнесено колючей проволокой и охранялось. К печи был сделан специальный спуск для автомашин. Жертвы доставлялись либо в крытых грузовиках, специально оборудованных для умерщвления людей газом (газенвагенах, или, в просторечии, «душегубках»), либо на открытых машинах с прицепами. Печь работала ежедневно.
В печи в урочище Шашковка были сожжены тела примерно 50 000 человек.

## Увековечение памяти

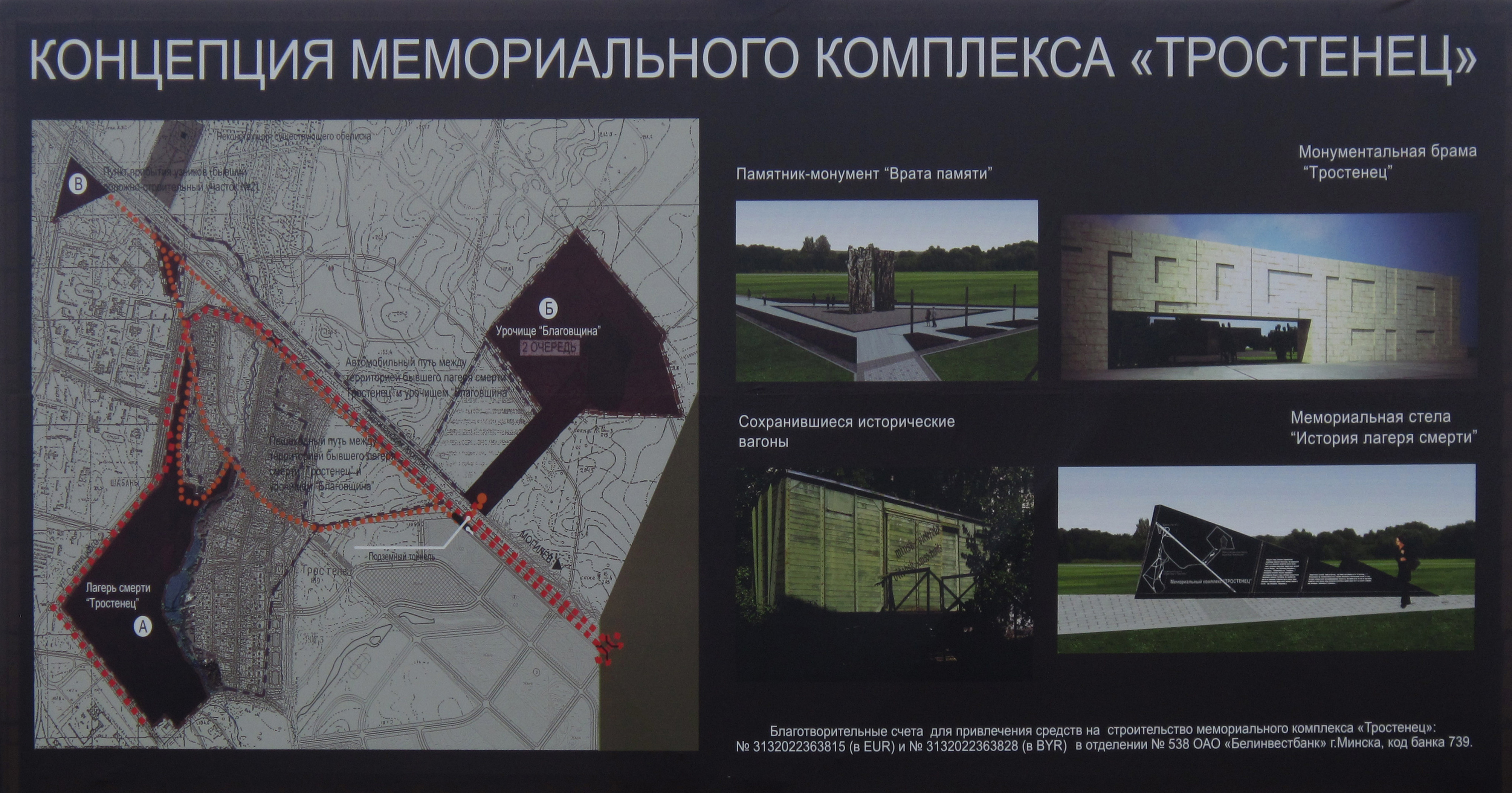
Концепция строительства мемориального комплекса «Тростенец»

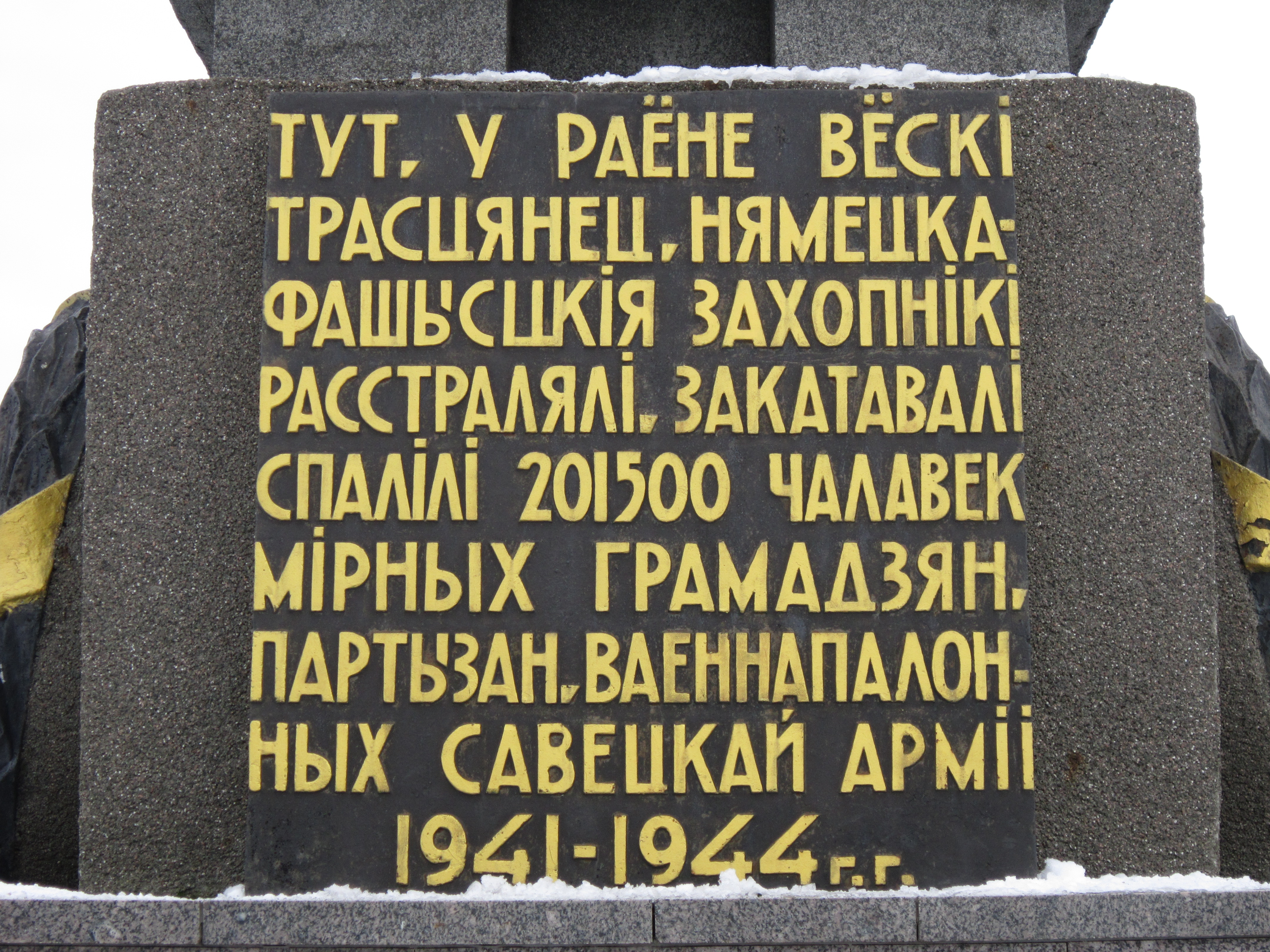
Надпись на обелиске: «Тут, в районе деревни Тростенец, немецко-фашистские захватчики расстреляли, замучили, сожгли 201 500 человек мирных граждан, партизан, военнопленных Советской армии 1941—1944 гг.»

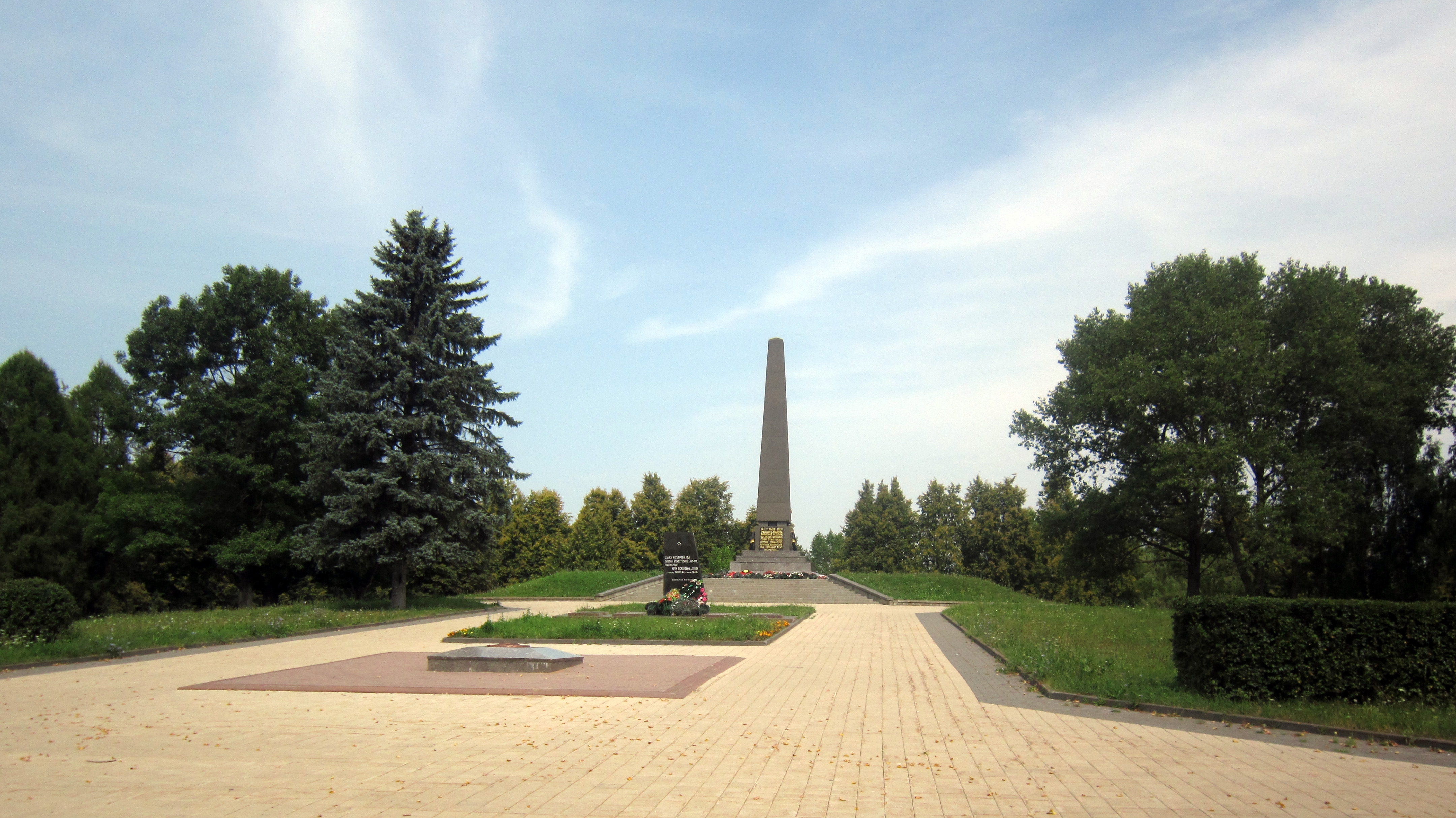
Мемориал в память о жертвах лагеря смерти Малый Тростенец, построенный в 1960-е годы

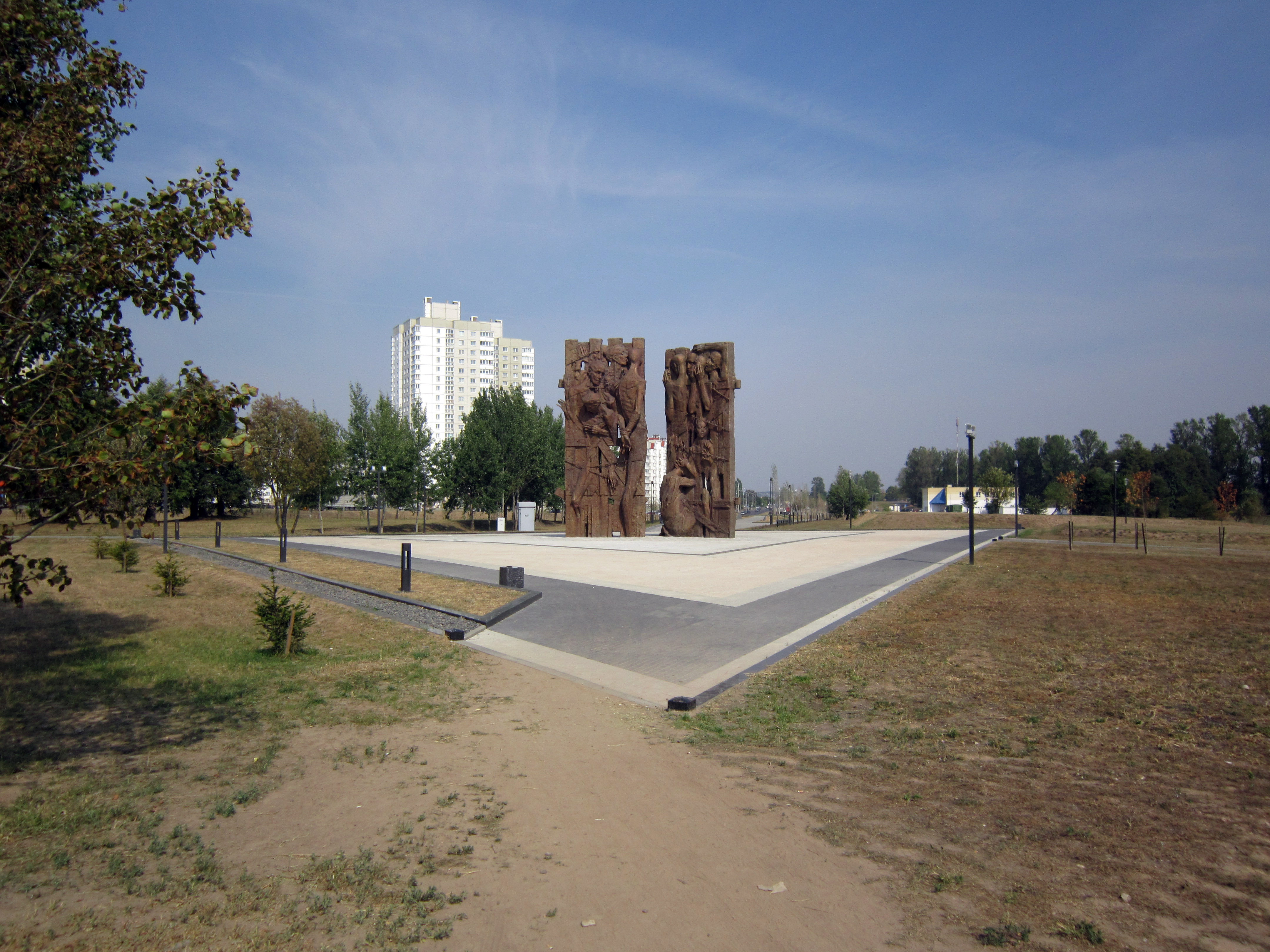
Мемориал в память о жертвах лагеря смерти Малый Тростенец, построенный в 2015 году

Всего в Тростенце гитлеровцами было замучено, расстреляно, сожжено свыше 206 500 граждан.
В 1963 году на значительном удалении от действительных мест экзекуций и самого лагеря был возведён обелиск с вечным огнём в память жертв Тростенца. Двумя скромными надгробиями увековечена память погибших в сарае в последние дни оккупации и сожжённых в Шашковке в кремационной яме-печи.
В 2002 году в урочище Благовщина на месте самых масштабных расстрелов был установлен небольшой мемориальный знак. В том же году Совет Министров Республики Беларусь принял постановление о создании мемориального комплекса «Тростенец».

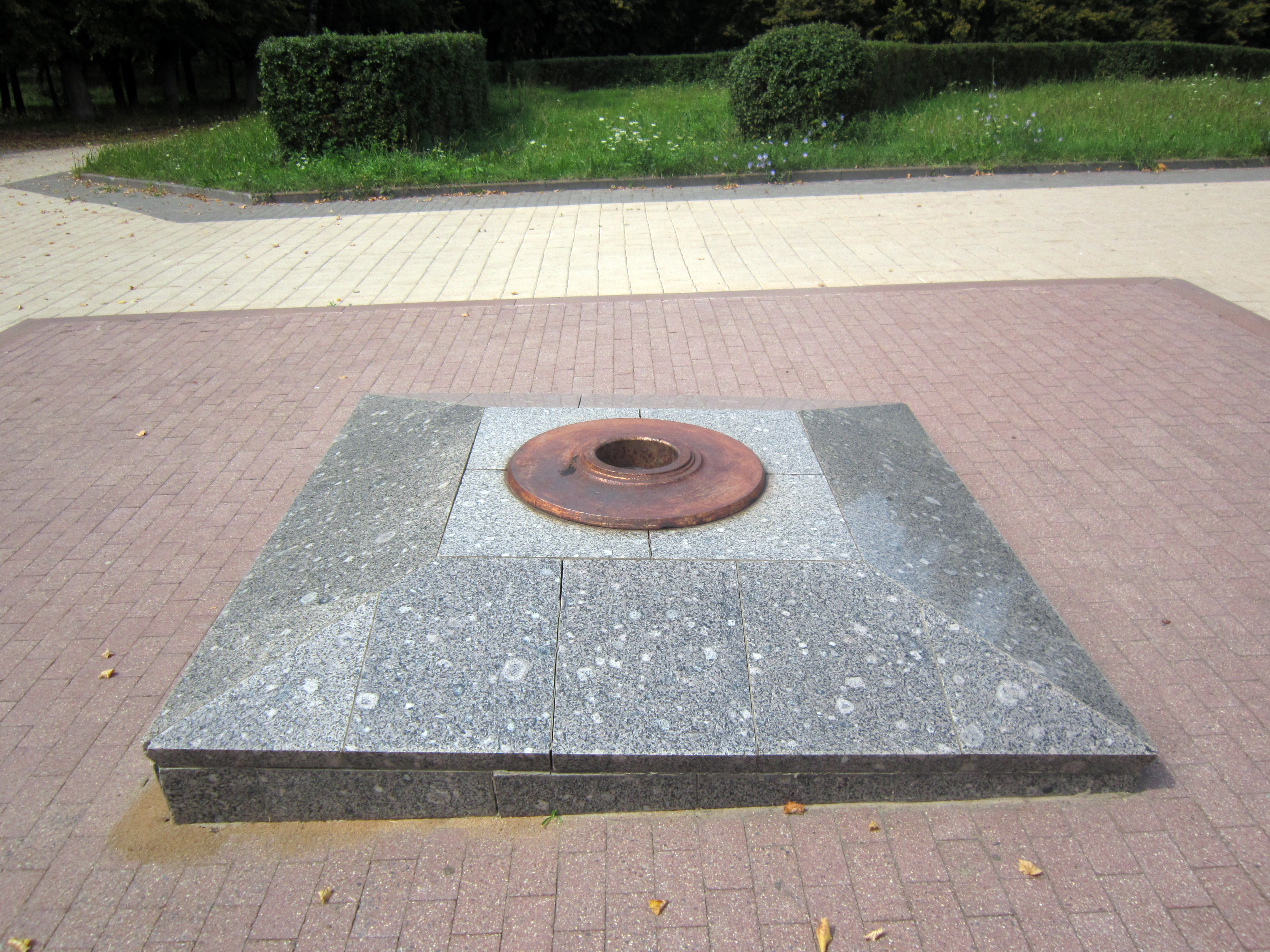
Вечный огонь (не работает)
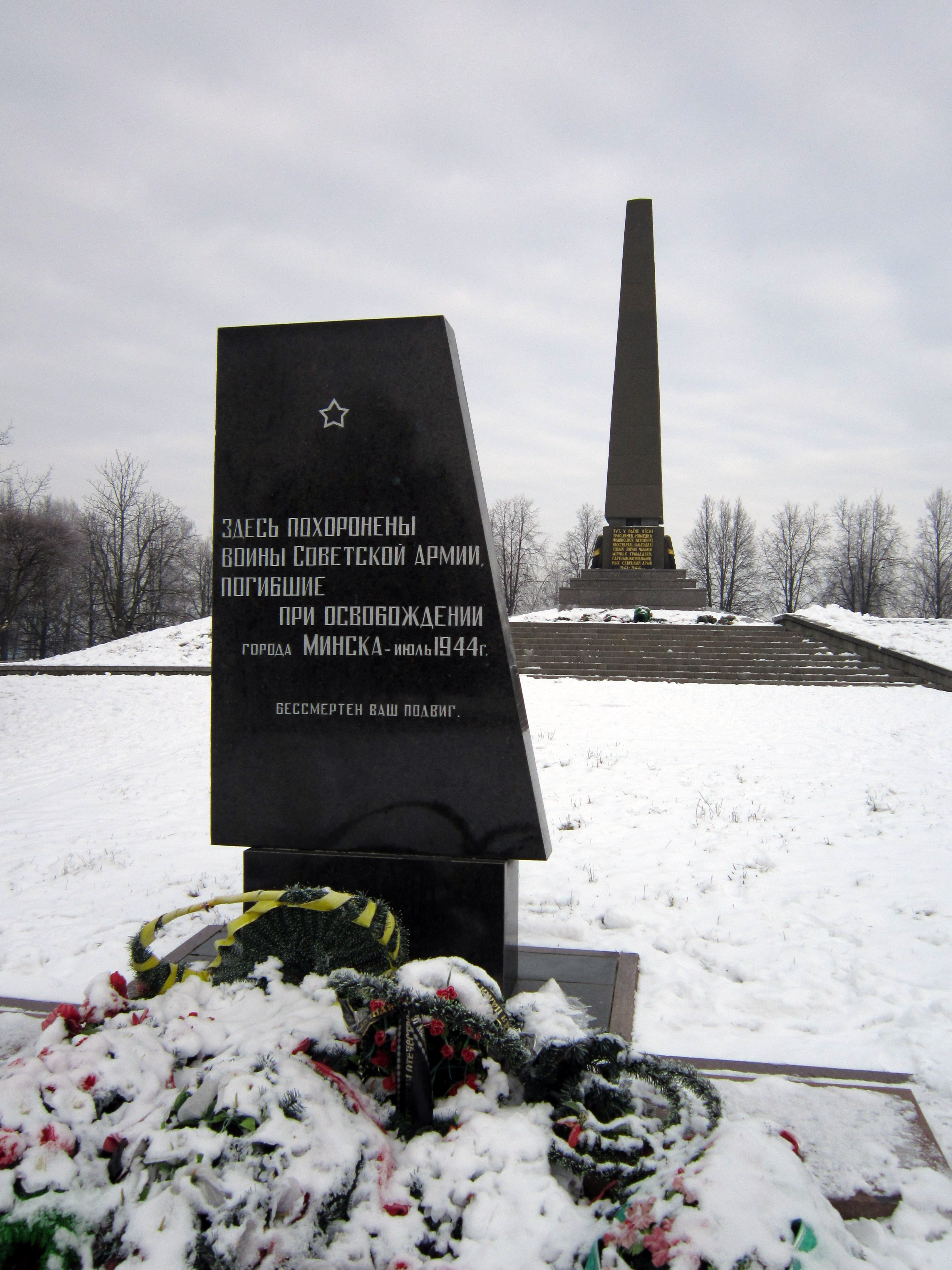
Братская могила советских солдат (слева) и основной обелиск (справа)
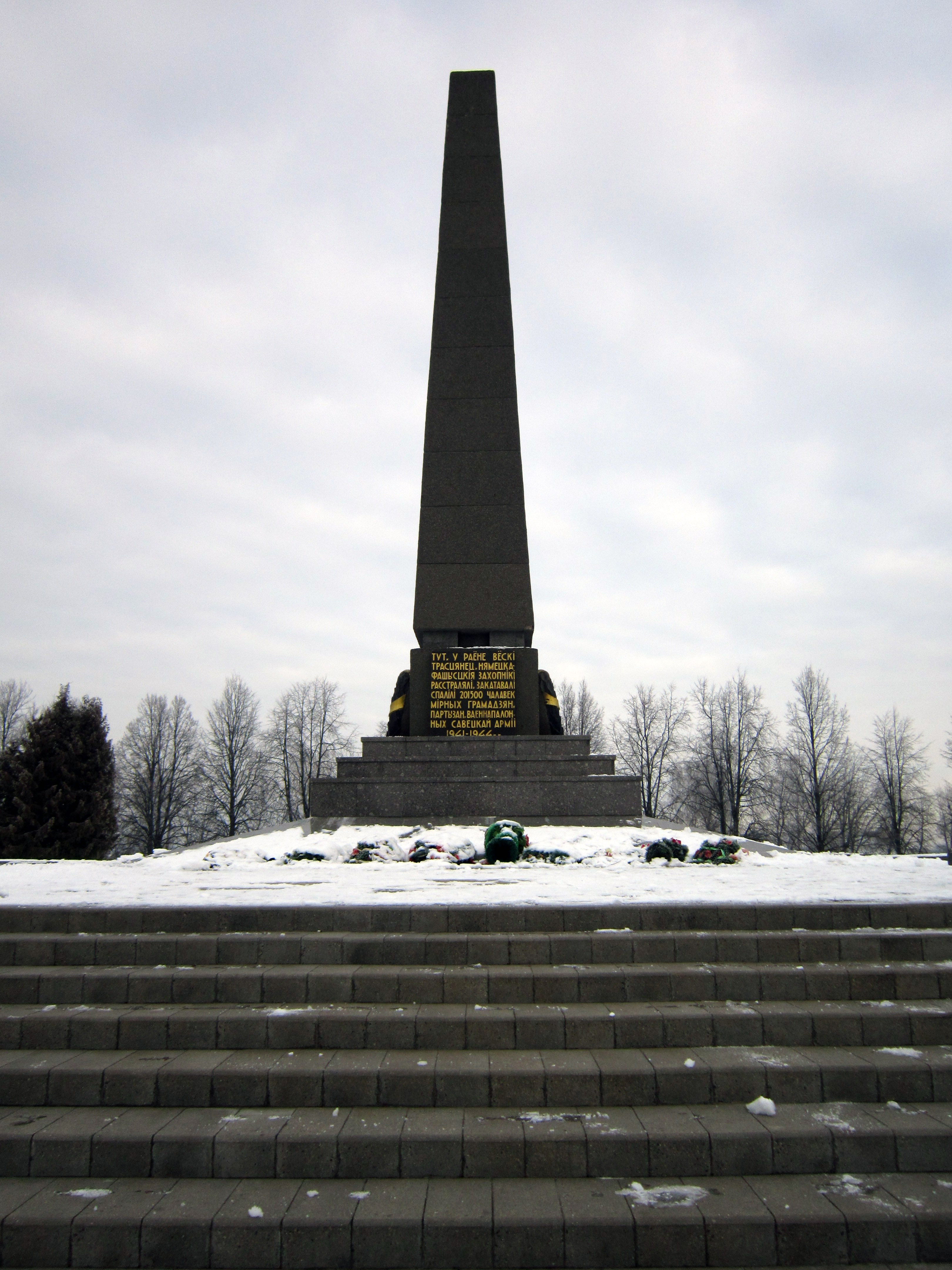
Обелиск
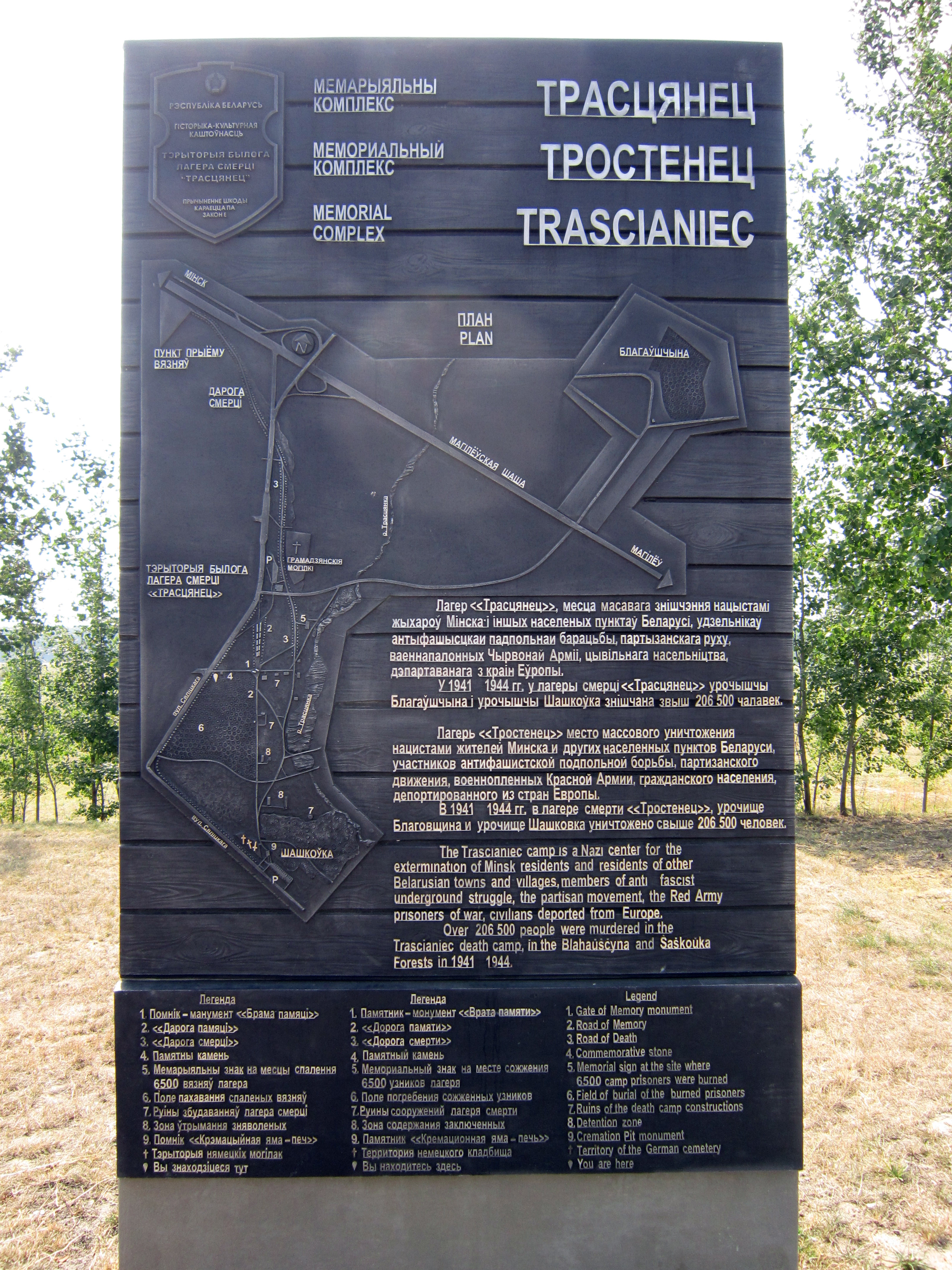
План нового мемориального комплекса, включающий запланированные расширения

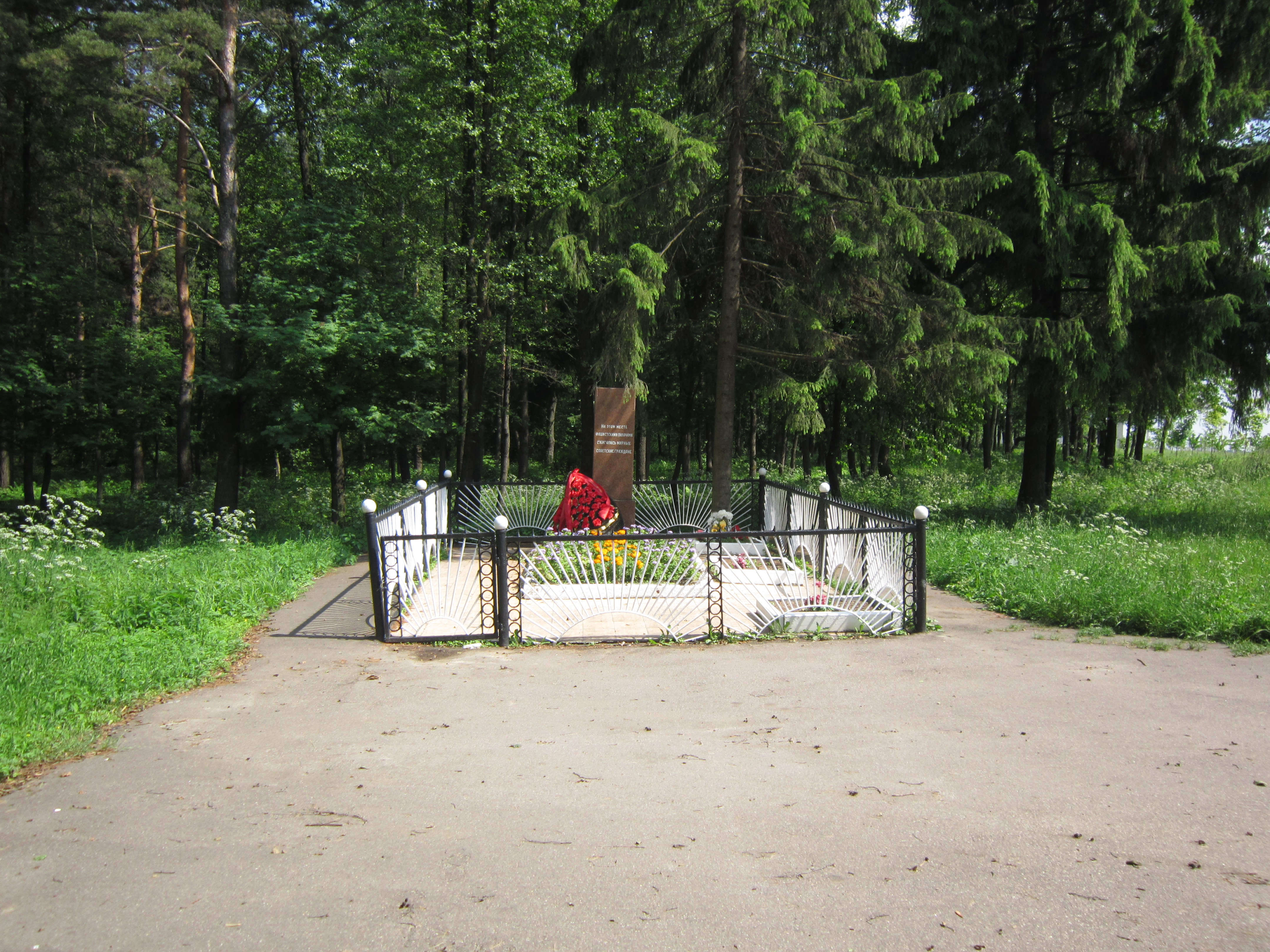
Мемориальный знак
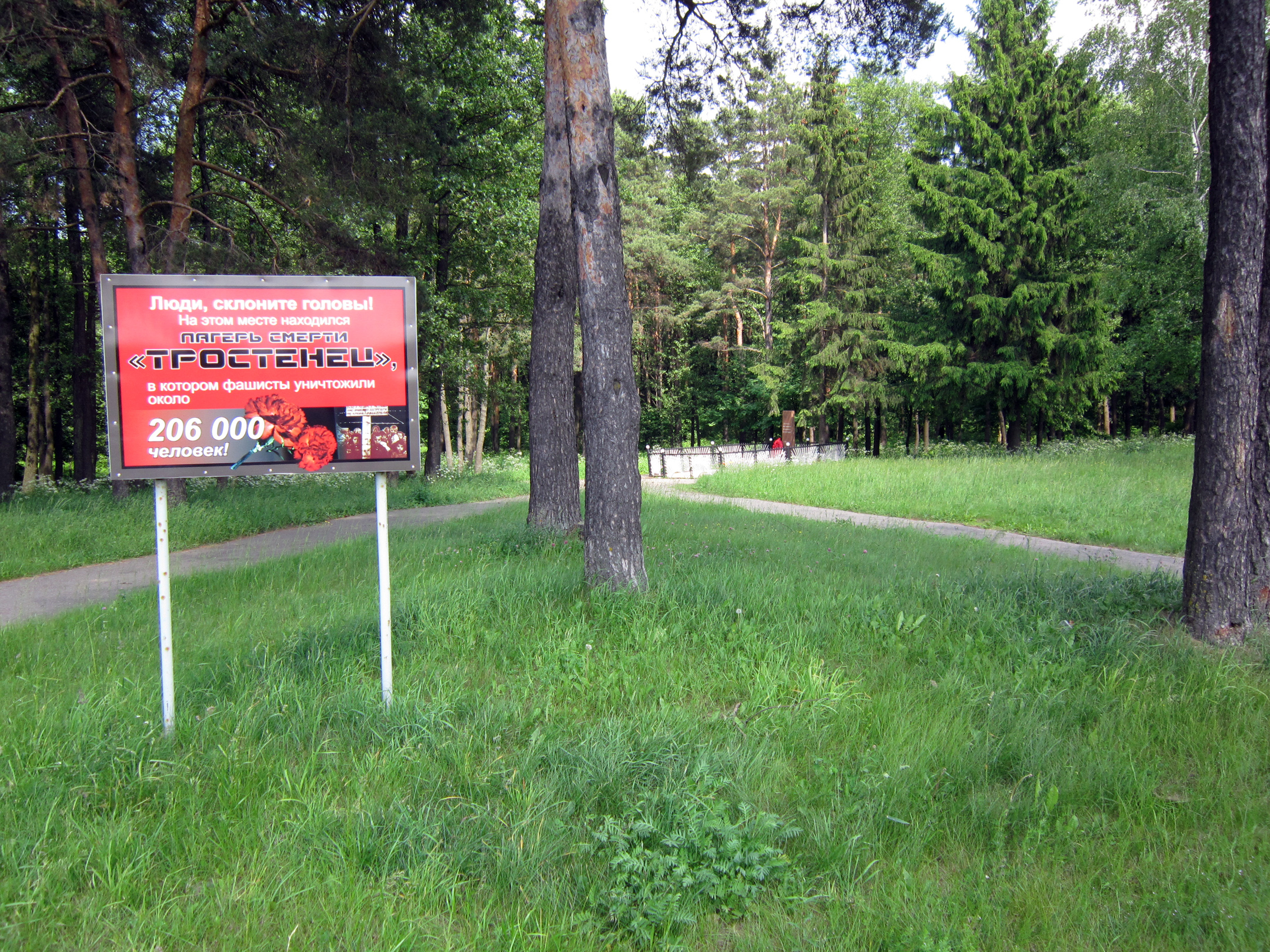
Мемориальный знак и табличка-указатель
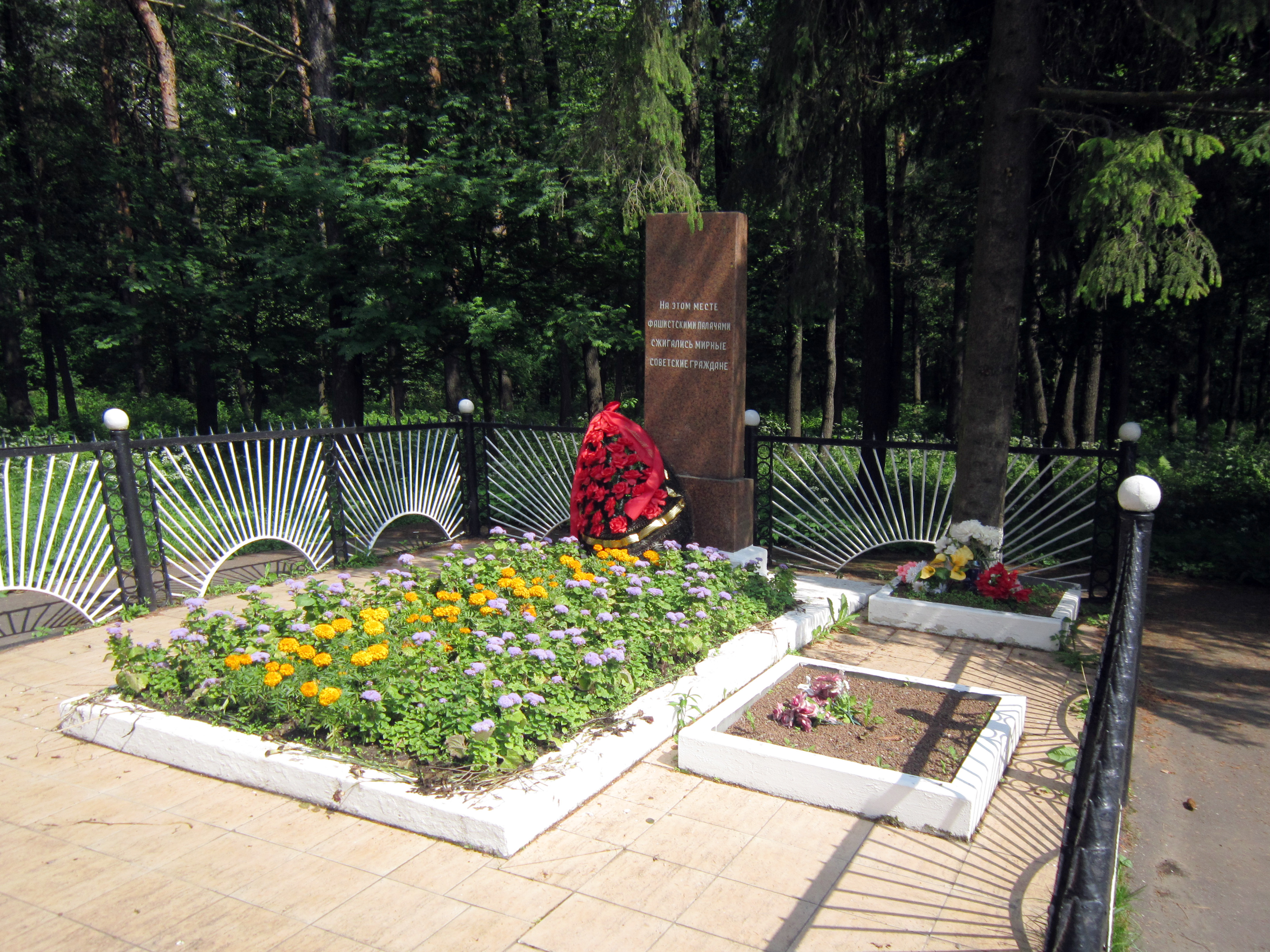
Мемориальный знак
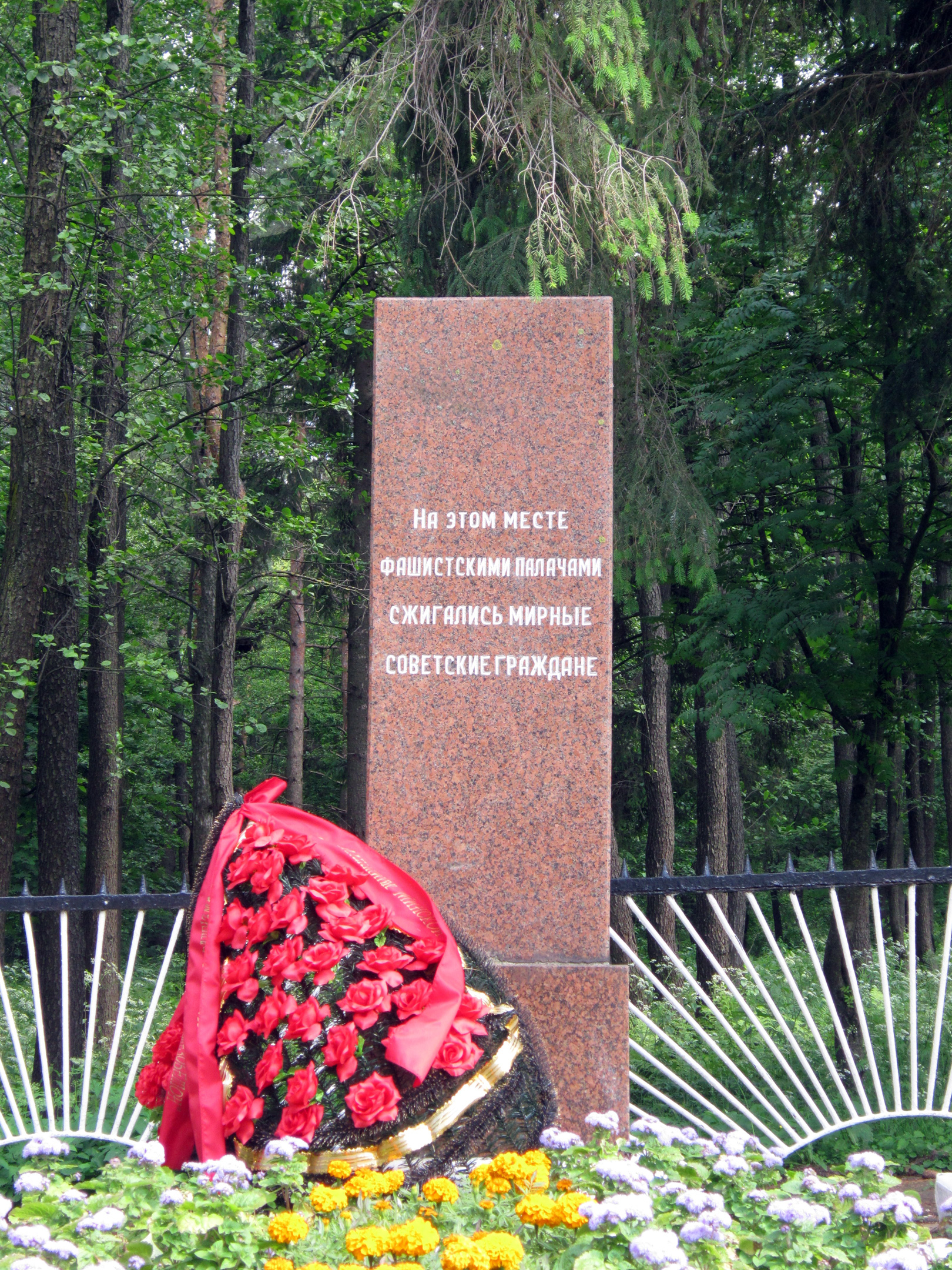
Мемориальный знак
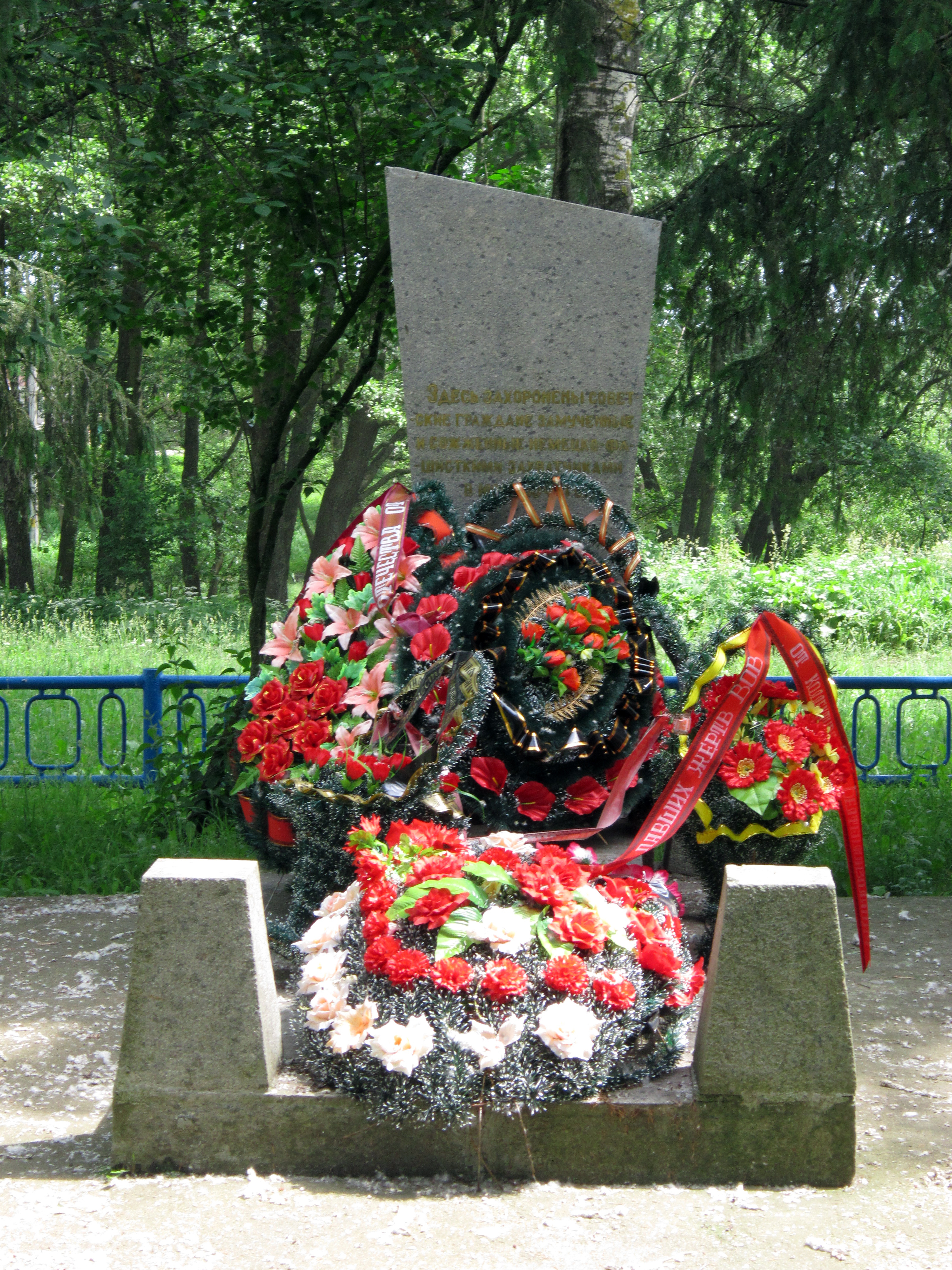
Другой памятник

В июле 2009 года в Мингорисполкоме начался конкурс на создание мемориальной композиции для строительства мемориального комплекса возле микрорайона Шабаны́.
22 июня 2015 года открыта часть мемориального комплекса «Малый Тростенец» на месте концентрационного лагеря — «Врата памяти».
29 июня 2018 года открыт мемориал в урочище Благовщина.

## Процессы над военными преступниками
Комендант лагеря унтершарфюрер СС Генрих Айхе бежал в Аргентину. В 1970 году прокуратура Кобленца закрыла дело против другого коменданта лагеря — бывшего оберштурмфюрера СС Герхарда Майвальда. Основанием послужило отсутствие доказательства вины. Тем не менее земельный суд Гамбурга 2 августа 1977 года приговорил Майвальда к 4 годам заключения, но за другое преступление.
В 1968 году земельный суд Гамбурга приговорил к пожизненному тюремному заключению Макса Германа Рихарда Кранера, Отто Хуго Голдаппа и Отто Эриха Древса. В 1977 году Кранер был помилован, он умер в 1997 году в возрасте 96 лет. В 1975 году Голдапп был освобождён, он умер в 1984 году. Древс был освобождён в 1973 году, но вскоре покончил жизнь самоубийством.